# Dummerstorf
Dummerstorf település Németországban, Mecklenburg-Elő-Pomeránia tartományban. Lakosainak száma 7672 fő (2023. december 31.). Dummerstorf Rostock, Roggentin (bei Rostock), Broderstorf, Sanitz, Wardow, Dolgen am See, Wiendorf, Benitz, Pölchow és Papendorf községekkel határos.

## Népesség
A település népességének változása:
| Lakosok száma | 7359 | 7459 | 7532 | 7624 | 7672 |
|               | 2017 | 2019 | 2021 | 2022 | 2023 |